# Гильгамеш (мультфильм)
«Гильгамеш» (исп., англ. Gilgamesh) — предстоящий анимационный фильм американо-аргентинского производства студий Hook Up Animation и Duermevela при финансовой поддержке Epic Games. В основу сюжета лёг «Эпос о Гильгамеше», вавилонская легенда, которая повествует о приключениях шумерского лугаля Гильгамеша (Билгамеса) на пути к бессмертию. Режиссёром проекта выступил Томас Липгот, известный благодаря работе над фильмом The Adopters (2019). Бюджет, предоставленный Epic Games, оценивается в 100 млн долларов. Выход фильма запланирован, предположительно, на 2023 год.

## Сюжет
Эпоха Древнего Шумера. В Уруке правит жестокий царь Гильгамеш, в чьих руках сосредоточена небывалая власть. Народ, вынужденный день и ночь трудиться на благо города, уже давно не знает покоя. Шумеры обращаются к богине-матери, чтобы она обуздала безрассудный нрав Гильгамеша, и Аруру, внимая их мольбам, создаёт из глины человека-зверя Энкиду, который смог бы состязаться с царём. Не сумев одержать победу в схватке с ним, Гильгамеш объявляет Энкиду равным себе. Вместе им предстоит пройти через огонь и воду и остаться в истории на века. Когда Энкиду умирает у Гильгамеша на руках, опечаленный царь начинает понимать, насколько коротка и ничтожна человеческая жизнь.

## Персонажи
- Гильгамеш — главный герой, правитель Урука[6].
- Энкиду — первоначально соперник, впоследствии компаньон и товарищ Гильгамеша[6].
- Аруру — матерь всех богов и людей, создавшая Энкиду по своему образу и подобию[6].
- Хумбаба — хозяин кедрового леса[6].
- Нинсун — мать Гильгамеша, богиня[6].

## Интересные факты
- Мультфильм создан на движке Unreal Engine[4].
- Работа над проектом стартовала в 2015 году[7].
- Это второе по счёту воплощение «Эпоса…» на экране. Первым стал венгерский фильм 1976 года. На сегодняшний день других экранизаций, которые бы напрямую повторяли исходный сюжет, не существует[8].